# Loxophlebia
Loxophlebia är ett släkte av fjärilar. Loxophlebia ingår i familjen björnspinnare.

## Dottertaxa tillLoxophlebia, i alfabetisk ordning[1]
- Loxophlebia albicincta
- Loxophlebia albifrons
- Loxophlebia asmodeoides
- Loxophlebia asmodeus
- Loxophlebia asseda
- Loxophlebia aurantiaca
- Loxophlebia austeria
- Loxophlebia berberoi
- Loxophlebia braziliensis
- Loxophlebia broteas
- Loxophlebia bura
- Loxophlebia chrysobasis
- Loxophlebia cinctata
- Loxophlebia crocata
- Loxophlebia crusmatica
- Loxophlebia davisi
- Loxophlebia diaphana
- Loxophlebia discifera
- Loxophlebia dorsilineata
- Loxophlebia ducallis
- Loxophlebia egregia
- Loxophlebia eumonides
- Loxophlebia fininigra
- Loxophlebia flavinigra
- Loxophlebia flavipicta
- Loxophlebia geminata
- Loxophlebia imitata
- Loxophlebia klagesi
- Loxophlebia leucothema
- Loxophlebia masa
- Loxophlebia metamela
- Loxophlebia multicincta
- Loxophlebia nigricornis
- Loxophlebia omalesia
- Loxophlebia parea
- Loxophlebia peralta
- Loxophlebia pheiodes
- Loxophlebia picta
- Loxophlebia postflavia
- Loxophlebia pyrgion
- Loxophlebia roseipectus
- Loxophlebia rubripicta
- Loxophlebia rufescens
- Loxophlebia schrollei
- Loxophlebia semiaurantia
- Loxophlebia senta
- Loxophlebia socorrensis
- Loxophlebia splendens
- Loxophlebia tibba
- Loxophlebia triangulifera
- Loxophlebia vesparis